# Чилдренс Мерси Парк
«Чи́лдренс Мерси Парк» (англ. Children's Mercy Park) — футбольный стадион, расположенный в городе Канзас-Сити, штата Канзас, США. Домашний стадион профессионального футбольного клуба «Спортинг Канзас-Сити», выступающего в MLS, высшей футбольной лиге США и Канады.

## История
Стадион был открыт 9 июня 2011 года во время сезона MLS 2011 года матчем против команды «Чикаго Файр». Это третий стадион «Спортинга», до этого команда играла на «Эрроухед Стэдиум» с 1996 по 2007 год и после на «Коммьюнити Америка Болпарк» с 2008 по 2010 год.
С 8 марта 2011 года стадион носил название «Ливстронг Спортинг Парк» в честь благотворительного фонда «Ливстронг» велосипедиста Лэнса Армстронга. В конце 90-х Лэнс пережил тяжёлую форму рака и впоследствии организовал фонд, который предоставляет поддержку больным, страдающим этой болезнью. В отличие от других стадионов, где коммерческие компании платят за право переименования стадиона в честь своего бренда, «Спортинг» не только избрал назвать стадион в честь благотворительного фонда, но и согласился предоставить благотворительный взнос фонду на сумму 7,5 миллионов долларов.
16 января 2013 года фонд «Ливстронг» и клуб «Спортинг Канзас-Сити» пришли к соглашению о расторжении контракта в связи с допинговым скандалом вокруг Лэнса Армстронга, после чего стадион был переименован в «Спортинг Парк».
19 ноября 2015 года «Спортинг Канзас-Сити» объявил о заключении десятилетнего соглашения с педиатрическим медицинским центром Children's Mercy Hospital, расположенным в Канзас-Сити штата Миссури, в связи с чем стадион клуба был переименован в «Чилдренс Мерси Парк».

## Важные спортивные события
| Дата            | Сборные                       | Соревнование                                |
| --------------- | ----------------------------- | ------------------------------------------- |
| 14 июня 2011    | Канада 1:1 Панама             | Золотой кубок КОНКАКАФ 2011, матч группы C  |
| 14 июня 2011    | США 1:0 Гваделупа             | Золотой кубок КОНКАКАФ 2011, матч группы C  |
| 31 марта 2012   | Сальвадор 2:3 Гондурас        | Олимпийский отборочный турнир КОНКАКАФ 2012 |
| 31 марта 2012   | Мексика 3:1 Канада            | Олимпийский отборочный турнир КОНКАКАФ 2012 |
| 2 апреля 2012   | Гондурас 1:2 Мексика          | Олимпийский отборочный турнир КОНКАКАФ 2012 |
| 16 октября 2012 | США 3:1 Гватемала             | Отборочный турнир чемпионата мира 2014      |
| 11 октября 2013 | США 2:0 Ямайка                | Отборочный турнир чемпионата мира 2014      |
| 13 июля 2015    | Республика Гаити 1:0 Гондурас | Золотой кубок КОНКАКАФ 2015, матч группы А  |
| 13 июля 2015    | Панама 1:1 США                | Золотой кубок КОНКАКАФ 2015, матч группы А  |
| 11 июля 2021    | Канада 4:1 Мартиника          | Золотой кубок КОНКАКАФ 2021, матч группы B  |
| 11 июля 2021    | США 1:0 Гаити                 | Золотой кубок КОНКАКАФ 2021, матч группы B  |
| 15 июля 2021    | Гаити 1:4 Канада              | Золотой кубок КОНКАКАФ 2021, матч группы B  |
| 15 июля 2021    | Мартиника 1:6 США             | Золотой кубок КОНКАКАФ 2021, матч группы B  |
| 18 июля 2021    | США 1:0 Канада                | Золотой кубок КОНКАКАФ 2021, матч группы B  |